# 트랜스로

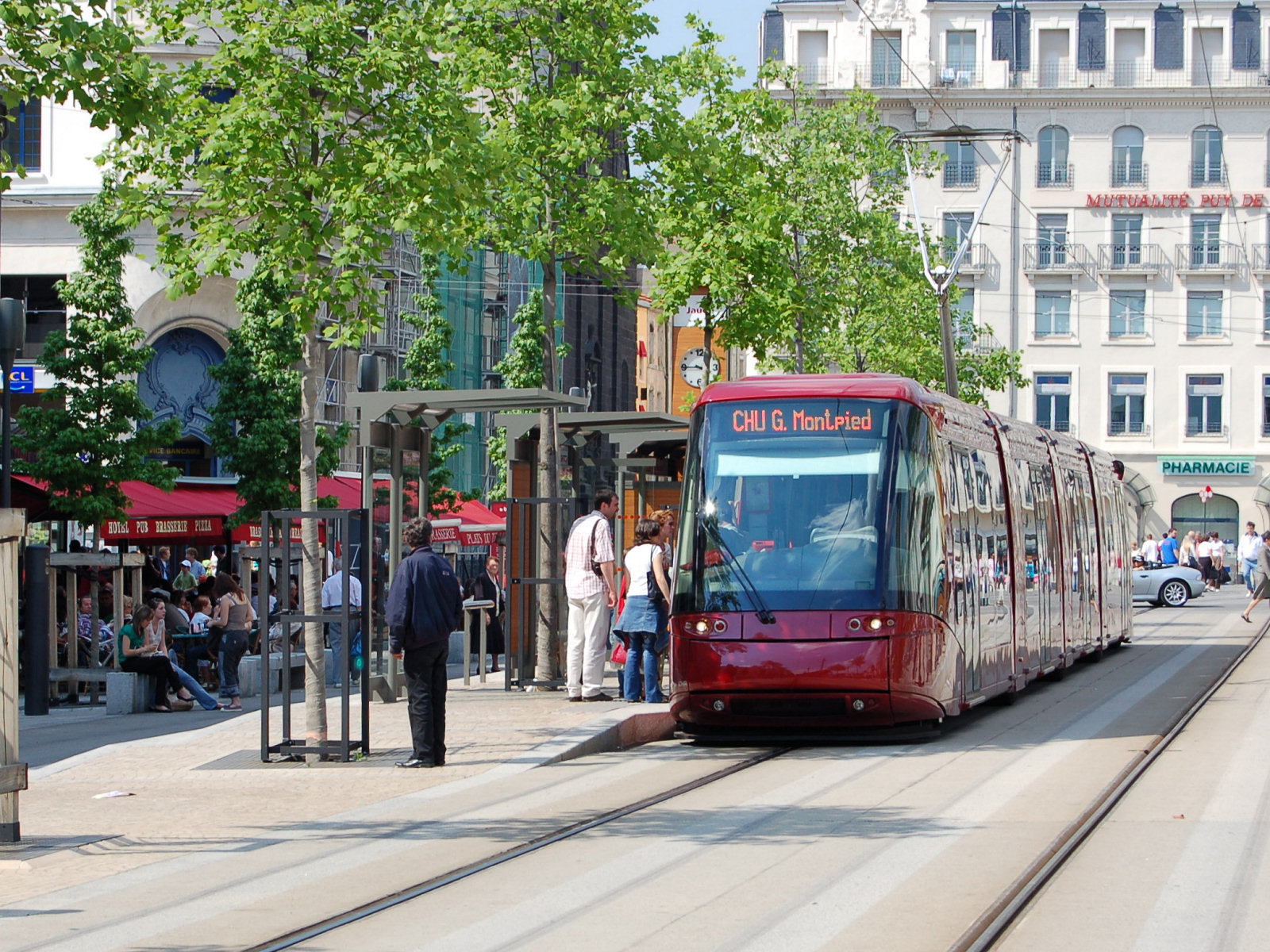
프랑스 클레르몽페랑의 트랜스로

트랜스로(프랑스어: Translohr)는 프랑스 로인더스트리(프랑스어: Lohr Industrie)사에 개발한 유도버스이다. 이 시스템은 프랑스의 클레르몽페랑, 이탈리아 파도바, 중화인민공화국 톈진에 설치되어 운용중에 있으며, 이탈리아 베네치아에 설치 공사중에 있다.
주동력원은 전기로 운용되나 배터리가 차내에 내장되어 전기선로가 없어도 운행이 가능하다. 봄바르디어 유도차량도 트랜스로와 비슷한 방식으로 운용되고 있다.
차량유도방식은 도로상에 철제 선로가 가설되어 이 선로를 따라 운행이 가능하다. 철제 선로없이 운행이 불가능하기 때문에 버스가 아닌 노면전차(Tram)로 분류하기도 한다. 실제로 클레르몽페랑에서는 차량에 번호판을 부착하지 않고 있다.

선로(녹색)와 바퀴(빨간색)

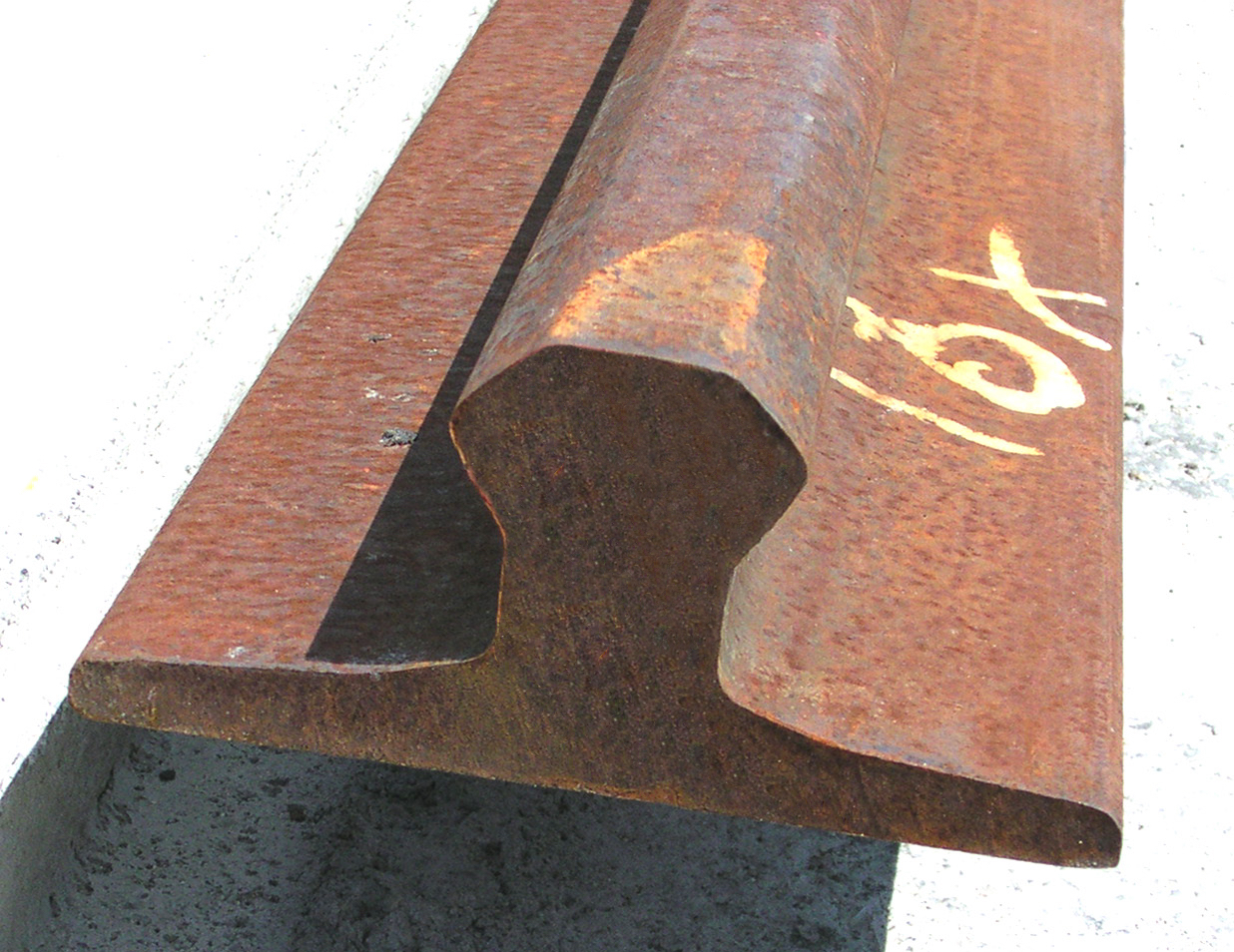
트랜스로 선로

## 같이 보기
- 유도버스
- 바이모달트램
- 경전철
- 신교통 시스템